# Talat Chaiya

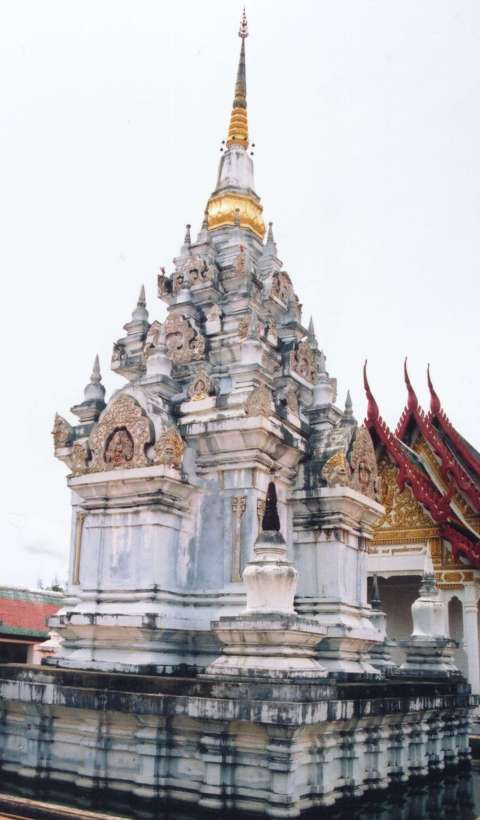
Chedi des Wat Borommathat Chaiya

Talat Chaiya (thailändisch ตลาดไชยา) ist eine Kleinstadt (Thesaban Tambon) in der Provinz Surat Thani. Es liegt ungefähr an der Stelle des alten Müang Chaiya, einem der ältesten und historisch bedeutsamsten Orte in Süd-Thailand. Chaiya ist gleichzeitig die Hauptstadt des Landkreises (Amphoe) Chaiya.

## Geschichte
Chaiya ist eine der ältesten Städte Thailands. Aufgrund des Namens („Chai-ya“ soll aus Sri-vi-ja-ya entstanden sein) nehmen manche Historiker an, dass es sich hier um die zeitweilige Hauptstadt des Reiches Srivijaya handelte, das den Süden der Malaiischen Halbinsel und Sumatra vom 7. bis zum 13. Jahrhundert beherrschte. Aus jener Epoche fanden sich hier zahlreiche formvollendete Buddha-Statuen, die heute im Nationalmuseum Chaiya zu sehen sind. Weitere Statuen befinden sich im Nationalmuseum Bangkok.

## Sehenswürdigkeiten
Unmittelbar westlich der Grenze von Talat Chaiya liegt der bedeutende buddhistische Tempel Wat Borommathat Chaiya aus dem 8. Jahrhundert. Der zentrale Chedi wurde mit Ziegeln und Mörtel aus Pflanzenfasern errichtet. Die Anlage wurde in den 1990er Jahren recht aufwendig restauriert. Seit 1949 ist hier auch die letzte Ruhestätte für den Mönch Phra Chaiya Wiwat, der landesweit hoch verehrt wird. Daneben befindet sich das Nationalmuseum Chaiya.
Etwa sechs Kilometer südwestlich der Stadt befindet sich das von Buddhadasa Bhikkhu begründete buddhistische Meditationszentrum Suan Mokkh.